# Amelinha Teles
Maria Amélia de Almeida Teles (Contagem, 6 de outubro de 1944) mais conhecida como Amelinha Teles é uma jornalista, escritora e ativista pelos direitos humanos brasileira.
Foi militante do Partido Comunista do Brasil (PCdoB) contra a Ditadura Militar, o que a fez ser presa e torturada pelo DOI-Codi. Desde então, Amelinha é uma das principais vozes que denunciam os abusos sofridos durante o regime.
Amelinha desenvolve trabalho de militância feminista histórica. É diretora da União de Mulheres de São Paulo, coordenadora do Projeto Promotoras Legais Populares, integra o Conselho Consultivo do Centro Dandara e é autora de diversos livros sobre o tema. Ela também integra a Comissão de Familiares de Mortos e Desaparecidos Políticos e é assessora da Comissão da Verdade do Estado de São Paulo “Rubens Paiva”.

## Biografia
Amelinha nasceu na cidade mineira de Contagem, em 1944. Sua militância política começou em 1960, quando aderiu ao Partido Comunista Brasileiro (PCB) por influência de seu pai, ainda muito jovem. Ao lado de Criméia, sua irmã mais nova, foi presa em 1964 logo após o golpe no Quartel do Barro Preto na capital mineira, onde permaneceram detidas por duas noites acusadas de subversão.
As irmãs viviam na clandestinidade desde 1965 e uma cisão interna do PCB, em 1968, fez as duas se filiarem ao Partido Comunista do Brasil (PCdoB). Casada com César Teles, geria uma gráfica e ajudava a produzir o jornal do partido.
Foi presa em 28 de dezembro de 1972, levada à Operação Bandeirantes (Oban), onde foi submetida a sessões de torturas, que segundo seu depoimento foram realizadas, pessoalmente, pelo major do exército Carlos Alberto Brilhante Ustra, então comandante do DOI-CODI de São Paulo. Seu marido César Augusto Teles e seu companheiro de militância Carlos Nicolau Danielli também foram levados ao órgão de repressão. Amelinha testemunhou o assassinato de Danielli. Seus filhos, Edson e Janaína, com 4 e 5 anos de idade, também foram sequestrados e levados à Oban, onde viram os pais serem torturados. A justificativa para prisão seria a sua participação no comando de uma gráfica clandestina do PCdoB, segundo a própria autobiografia de Ustra.
Tinha 27 anos quando foi presa e torturada. Desde então se dedicou a sua escrita e seu trabalho à liberdade e à democracia. Relatou os horrores vividos durante a ditadura militar brasileira, expôs Ustra e auxilia famílias de desaparecidos através da Comissão da Verdade e outros órgãos. Sua irmã Crimeia participou da Guerrilha do Araguaia, também estava em seu apartamento e foi junto para o DOI-CODI, grávida de 8 meses na época. Através de cartas, ela foi o único contato que Amelinha teve no seu período de um ano e meio presa no DOI-CODI por suas relações com o Partido Comunista do Brasil. Crimeia foi solta antes de Amélia, e passou a ser sua fonte de informações do lado de fora da prisão. Carlos Nicolau, por sua vez, não teve a mesma sorte: torturado junto com Amélia, foi assassinado na sua frente. Além disso, ela também foi estuprada, afirmando depois à Comissão Nacional da Verdade que essa era uma política sistemática.
Em 2005, a família Teles moveu uma ação declaratória contra Carlos Alberto Brilhante Ustra, que em 2008 foi o primeiro agente da ditadura a ser declarado torturador. Em março de 2013, Maria Amélia prestou depoimento à Comissão Nacional da Verdade, órgão do governo federal que funcionou entre 2011 e 2014, para apurar graves violações de direitos humanos ocorridas entre 1946 e 1988. Nele, Amelinha afirmou ter sido vítima de variadas torturas, que envolveram choques elétricos e violências sexuais. Em dezembro de 2014, o Superior Tribunal de Justiça (STJ) considerou Ustra responsável pelas torturas sofridas por ela, seu marido, seus dois filhos (Edson Luiz e Janaína) e sua irmã Criméia Alice Schmidt de Almeida dentro do DOI-CODI. Ustra foi reconhecido como torturador na primeira instância em 2008, pelo juiz Gustavo Santini Teodoro, da 23ª Vara Cível de São Paulo. A decisão foi confirmada pelo Tribunal de Justiça de São Paulo em 2012. Não há, nessas decisões judiciais, qualquer menção a assassinatos cometidos por Maria Amélia.

### Militância pelos direitos das mulheres
Bacharel em direito, Amelinha tem atuação marcante na defesa das brasileiras. Fundou em 1984 a União de Mulheres de São Paulo, e, em 1987 e 1988 participou do Lobby do Batom, um marco histórico e civilizatório. Tratava-se de uma pressão que feministas de todo país fizeram sobre os parlamentares para que incluíssem avanços na Constituição que estavam elaborando. O Lobby do Batom conseguiu aprovar 80% das reivindicações das mulheres para ampliar direitos civis, econômicos e sociais. Pela primeira vez uma constituição colocou, com todas as letras em seu artigo 5º, que homens e mulheres são iguais.
Foi ainda durante o seu período de militância no PCdoB que Amelinha diz ter se compreendido feminista. Ao tomar contato com obras como a da ativista e filósofa negra norte-americana Angela Davis, foi solidificando sua posição, entendendo seu lugar no movimento. Na mesma época em que a Assembleia Geral da ONU declarou 1975 como o Ano Internacional das Mulheres, Amelinha começou a escrever para o Jornal Brasil Mulher, um dos primeiros direcionados às mulheres e feitos por mulheres.
Amelinha encabeçou o lançamento, em 1994, do projeto Promotoras Legais Populares (PLPs) que dá formação legal para mulheres e as ensina a valorizar o direito, ampliá-lo e aprender o caminho de acesso à justiça. O curso prevê encontros semanais, por um ano, é ministrado na Câmara Municipal, e transmitido pela internet. Elas visitam presídios femininos de São Paulo e de Campinas e atualmente a formação acontece em várias cidades do país. Só no Estado de São Paulo, foram formadas mais de 5 mil mulheres, de 25 municípios.
Ela é autora de inúmeros artigos sobre o tema e ainda dos livros: Breve História do Feminismo no Brasil , O que é Violência contra a Mulher – escrito em co-autoria com Mônica de Melo – O que são direitos humanos das mulheres? todos pela editora Ed. Brasiliense. A militância feminista começou no presídio, na atuação junto com mulheres militantes, ex-presas políticas ou não, que falavam em feminismo, sexualidade e igualdade de direitos, assuntos que fizeram e fazem parte de seu trabalho político. Em 2004, foi agraciada com o Prêmio Carlota Pereira de Queiroz concedido pela Câmara dos Deputados por ocasião das comemorações do Dia Internacional da Mulher.
Em 2018, ela participou como finalista do Prêmio Viva, promovido pela revista Marie Claire e Instituto Avon na categoria sociedade civil do debate Origens dos Movimentos e Teorias Feministas, ao lado de Adriana Piscitelli, antropóloga e professora da Unicamp, em São Paulo, com mediação de Regiany Silva de Freitas, cofundadora do Nós Mulheres da Periferia, coletivo jornalístico independente.

## Prêmios
- 2004: Prêmio Carlota Pereira de Queiroz[2]

- 2018: Prêmios Dom Paulo e Alceri Menção Honrosa Pessoa Física[9]

## Obras
Obras selecionadas:
- Breve História do Feminismo no Brasil[16]
- O que é Violência contra a Mulher?[17]
- O que são direitos humanos das mulheres?[18]